# 山梨県道606号台ヶ原長坂線
山梨県道606号台ヶ原長坂線（やまなしけんどう606ごう だいがはらながさかせん）は、山梨県北杜市を起点・終点とする一般県道である。この道路は花水坂の愛称がある。

## 概要
国道20号を起点に、台ヶ原宿より釜無川へと向かう。釜無川を越え、花水坂を上ると旧北巨摩郡清春村地区へと入る。清春芸術村を過ぎると大深沢川沿いに川を渡り長坂上条に達する。
狭小区間が多く、釜無川にかかる花水橋近辺に至っては自動車一台分ほどの幅員しか確保されていない。また、花水坂はカーブが多く通行には注意が必要となる。

### 路線データ
- 起点：山梨県北杜市白州町台ヶ原（台ヶ原中交差点＝国道20号交点）
- 終点：山梨県北杜市長坂町長坂上条（長野県道・山梨県道17号茅野北杜韮崎線交点）
- 延長：約5.5 km

## 別名
- 花水坂
  - 山梨県道617号台ヶ原富岡線の道中にも、山梨県の選定する新富嶽百景の花水坂が存在する。

## 通過する自治体
- 山梨県北杜市

## 交差・接続する道路
- 国道20号（北杜市白州町台ヶ原・台ヶ原中交差点）
- 山梨県道17号茅野北杜韮崎線（北杜市長坂町長坂上条）

## 周辺
- 台ヶ原宿
- 台ヶ原郵便局
- 長坂郷土資料館
- 清春芸術村
- 山梨県立農業大学校